# Eu Sou Mediterrâneo
Eu Sou Mediterrâneo: um espectáculo sobre a banalidade do mal é um espectáculo da companhia Vidas de A a Z. Estreado em Junho de 2016 , propõe lançar uma plataforma de discussão em torno da actual crise europeia de refugiados, das repercussões dos conflitos armados e da ameaça do terrorismo, evidenciando os atentados aos Direitos Humanos.

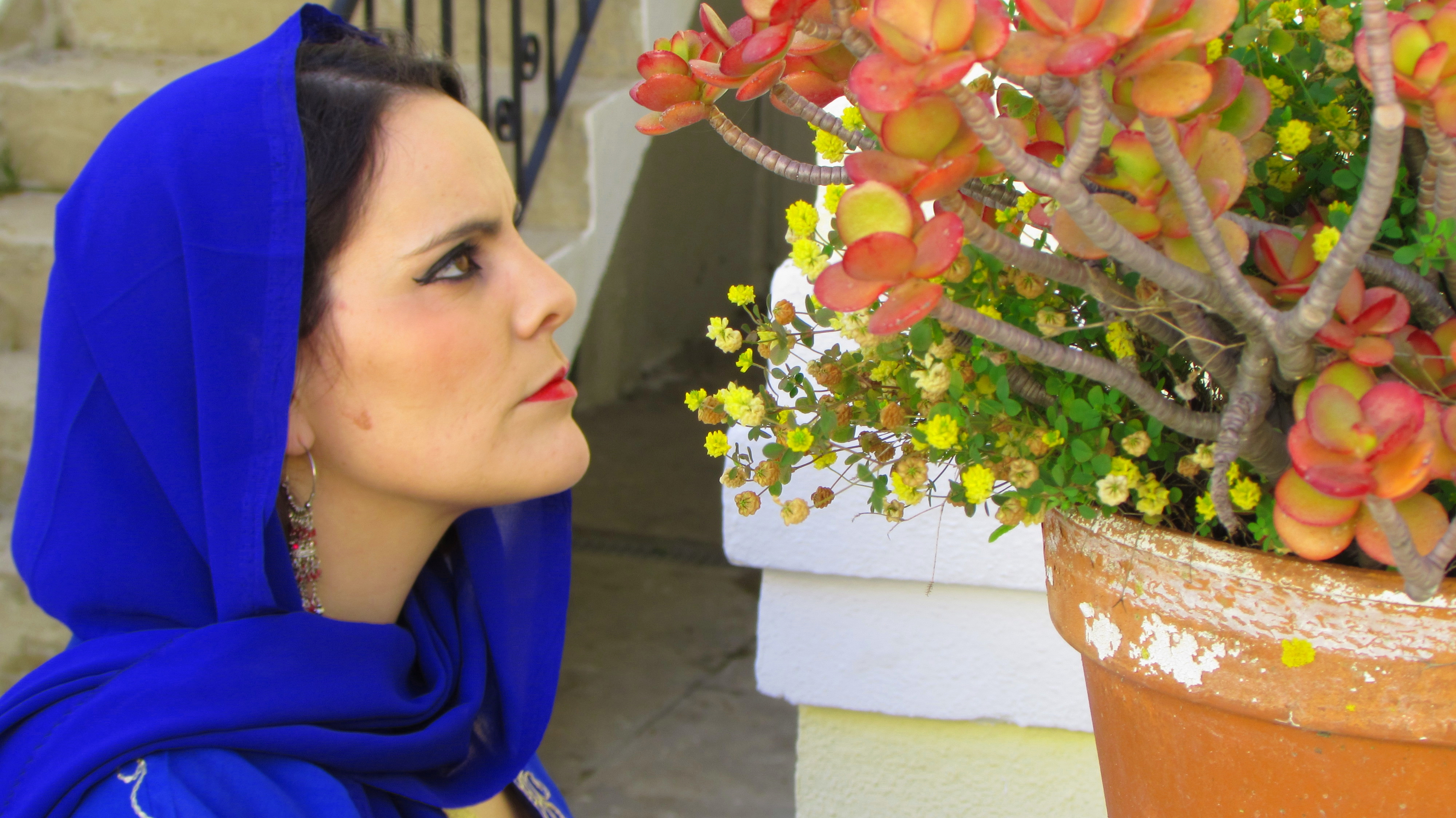
Eu Sou Mediterrâneo

## A Peça
O espectáculo Eu Sou Mediterrâneo: Um espectáculo sobre a banalidade do mal foi construído a partir de registos históricos, jornalísticos e testemunhos verídicos. Baseado em histórias reais, o texto de autoria de Sílvia Raposo e Mónica Gomes, bebe de literatura portuguesa e estrangeira, partindo dos conceitos de «violência»  e «banalidade do mal»  no pensamento de Hannah Arendt.
Eu Sou Mediterrâneo: Um espectáculo sobre a banalidade do mal, procura colocar em cena a relação entre guerra, política, violência e poder, propondo um diálogo entre arte e política. Colocando em confronto os argumentos expostos em Orientalismo (1978), de Edward Said, e O Choque de Civilizações (1993), de Samuel Huntington, o projecto parte da concepção de uma ideia da Barbárie como um lugar afastado da civilização para onde é enviado tudo aquilo que não compreendemos e desconhecemos e coloca em evidência a criação de um Médio Oriente como uma fábrica de onde saem os ataques da Barbárie contra o Mundo Civilizado, criticando uma mundividência que se baseia na divisão civilizacional entre um Ocidente civilizado e um Islão bárbaro.
A este nível, o espectáculo assume-se enquanto um manifesto artivista, tal como é possível ler na sinopse da peça:
| “ | Eu não pertenço a nenhuma das gerações revolucionárias. Eu pertenço a uma geração construtiva. (Eça de Queirós) Nós somos a voz dos ecos sociais e literários da realidade contemporânea. Nós somos canibais e eis a nossa dramaturgia canibalista. Nela jaz a cisão entre um Ocidente civilizado e um Islão bárbaro. Nela jaz a estatística da miséria. Nela jazem as crianças cuja vida é roubada na faixa de Gaza. Nela jaz a Fome, a Guerra, o Sofrimento e o Desespero. Nela jaz a ignorância generalizada em relação ao Islão. Nela jazem as Guerras do Médio Oriente que o Ocidente apoia militarmente e cujas mortes alicerçam a economia mundial. Nela jazem os atentados contra os Direitos Humanos e a chacina em massa de civis. Nela jaz a maior crise migratória e humanitária da Europa. Nela jazem as perseguições pelos taliban. Nela jaz o riso, a hipoteca da vida. Uma ficção, um facto e um manifesto artivista. Nós somos um não-lugar, fragmentos de culturas dissonantes. Eu sou o morto. Eu sou mediterrâneo. Um espectáculo sobre a banalidade do mal. | ” |
|   | — Sinopse. |   |

O espectáculo integra a programação das Festas de Lisboa 2016, tendo como parceiros o Turismo de Lisboa, a ADHHU (Associação de Defesa dos Direitos Humanos), a Associação Solidariedade Imigrante e a Associação Amizade Portugal-Sahara Ocidental, e passará por variadas salas de espectáculo, nomeadamente, Teatro Turim, de 2 a 12 de Junho de 2016. , Auditório Carlos Paredes, Boutique da Cultura, Casa da Cultura Jaime Lobo e Silva, entre outros 

## O Enredo
Um líder jihadista com acessos de cólera, um campo de concentração com uma fachada em cor-de-rosa, escassez de munições e de cabeças para decapitar, o fecho das instalações de guerra por não cumprimento das regras de higiene e segurança, falta de jornalistas e uma estátua viva completam o cenário de Al-Portughali, um jovem soldado português que se junta ao Estado Islâmico, mas rapidamente se arrepende e deserta. Neste cenário de guerra, o que gritará mais alto: a ideologia ou o coração? Verdades serão verdades? A questão permanece: Quando será que um cadáver se torna um cadáver histórico?
Um espectáculo que adapta A Guerra de 1908, de Raúl Solnado, à realidade mundial contemporânea com a escalada do terrorismo.

## Produção
O espectáculo conta com encenação de Mónica Gomes, coreografia de Margarida Camacho, direcção de figurinos de Lena Raposo e cenografia de Mónica Gomes e Lena Raposo.

## Elenco
Mónica Gomes reuniu para esta peça uma equipa de actores, bailarinos e cantores:
- Mónica Gomes no papel do jihadista português Hasan Al Portughali
- Margarida Camacho como a feminista luso-marroquina Zhaida
- Anabela Pires no papel de Louca
- Liane Bravo e Márcio Piósi como Líder jihadista e Mohammed Abdun, um refugiado morto na travessia do Mediterrâneo

## Números Dança
1. Indus, interpretado por Margarida Camacho, Mónica Gomes e Liane Bravo.
2. Louca, solo interpretado por Anabela Pires